# NGC 6818
NGC 6818 هي مجرة تتبع كوكبة الرامي. اكتشفها ويليام هيرشل في 8 أغسطس 1787.

## روابط خارجية
- NGC 6818 على موقع ويكي سكاي: DSS2, SDSS, GALEX, IRAS, Hydrogen α, X-Ray, Astrophoto, Sky Map, Articles and images